# Paola Sánchez
Jessica Paola Sánchez Duquino (Bogotá, 11 de septiembre de 1991) es una futbolista colombiana que juega como centrocampista para la Selección femenina de fútbol de Colombia, se le distingue por usar siempre en sus partidos un pañuelo blanco sobre su cabeza, también ha competido con la Selección Bogotá y es además una de las varias futbolistas que ha logrado pasar por las tres categorías de su selección nacional. Ha participado en diferentes mundiales como la Copa Mundial Femenina de Fútbol Sub-17 de 2008 y la Copa Mundial Femenina de Fútbol Sub-20 de 2010, además del Torneo femenino de fútbol en los Juegos Panamericanos de 2011.
Es una de las dos primeras bogotanas en competir por primera vez para la Primera División Femenina de España, siendo fichada como refuerzo a inicios del 2013 por el Sporting Club de Huelva, equipo español de la provincia de Andalucía de San Juan del Puerto.
Actualmente juega en Millonarios Fútbol Club, equipo del que es hincha.

## Clubes
Real Academia Colombiana de Fútbol Femenino
Club Deportivo Gol Star
Sporting Club de Huelva
Independiente Santa Fe Femenino
Es una de las dos bogotanas en jugar por primera vez para el fútbol de la Primera División Femenina de España, ya que debutó el 17 de febrero de 2013 con la también bogotana y jugadora nacional Lady Andrade en el Sporting Club de Huelva. Como dato curioso en este partido se luxó el hombro, pero logró reacomodarlo para terminar el partido sin inconvenientes para su salud; sin embargo, competiría con el club hasta el 24 de marzo jugando un total de seis partidos, ya que una nueva lesión sobre su hombro la alejó de los cuatro partidos finales de temporada.

## Selección femenina de fútbol de Colombia

### Categoría Sub-17

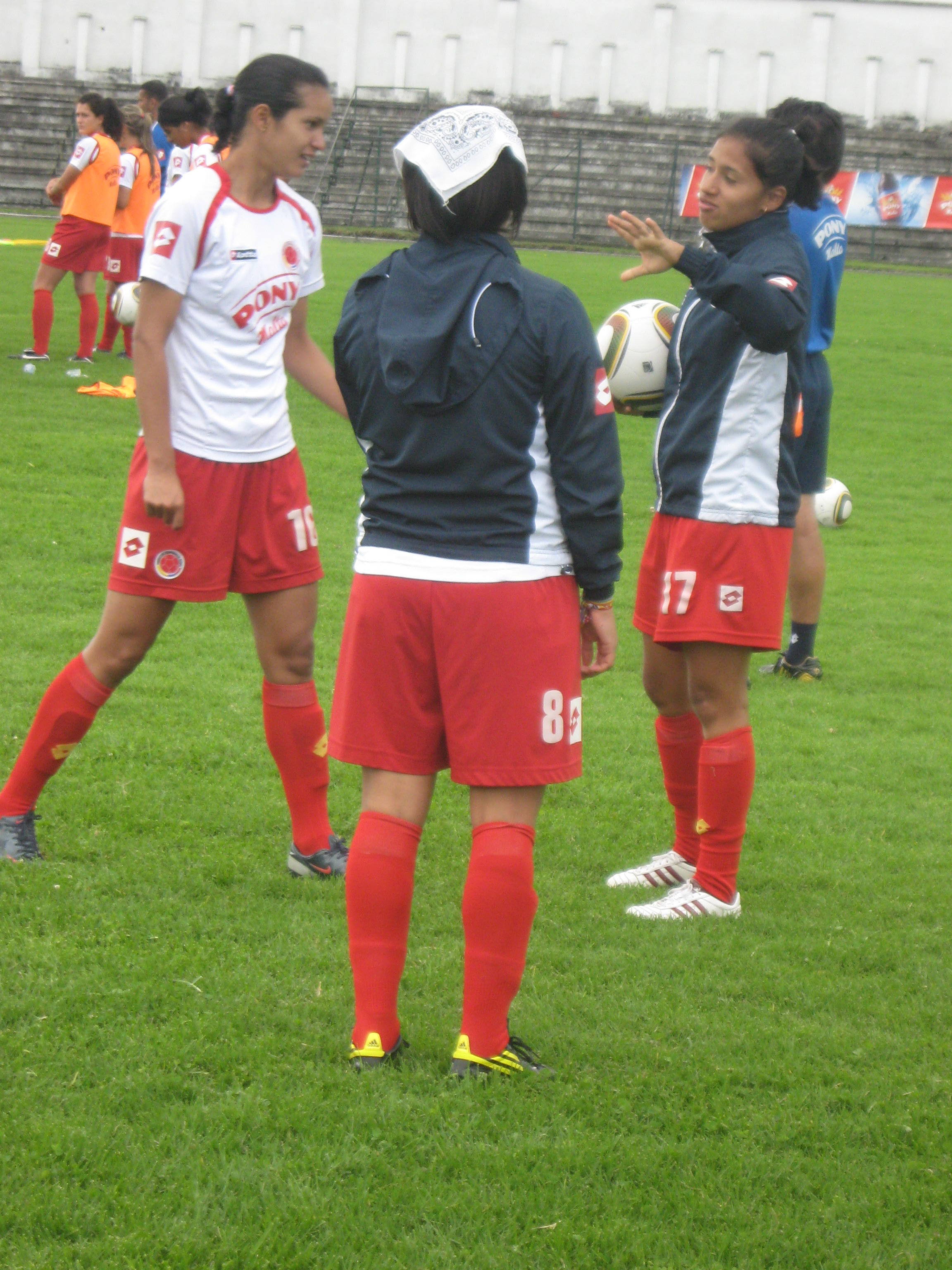
La foto muestra a las futbolistas Lady Andrade (derecha), Paola Sánchez (espalda) y Carolina Arias en junio del 2010, mientras calientan en uno de los entrenamientos antes del mundial sub-20.

Es parte del grupo de jugadoras que disputaron el primer Campeonato Sudamericano Femenino Sub-17 de 2008 realizado en Chile, donde marcó el tercero de siete goles anotados a la Selección femenina de fútbol de Paraguay en el partido final que les dio el título bajo la dirección del entrenador capitalino Pedro Ignacio Rodríguez. Este fue el primer logro continental de una selección femenina en ese país y con el obtuvieron la primera clasificación de una selección femenina a un mundial de la categoría.
En la Copa Mundial Femenina de Fútbol Sub-17 de 2008 de Nueva Zelanda disputó como titular los tres partidos de la fase de grupos jugando un total de 264 minutos en el certamen del cual fue eliminada su selección en dicha ronda luego de empatar sus dos primeros encuentros con la Selección femenina de fútbol de Dinamarca y la Selección femenina de fútbol de Canadá, perdiendo finalmente ante la anfitriona Selección femenina de fútbol de Nueva Zelanda.

### Categoría Sub-20

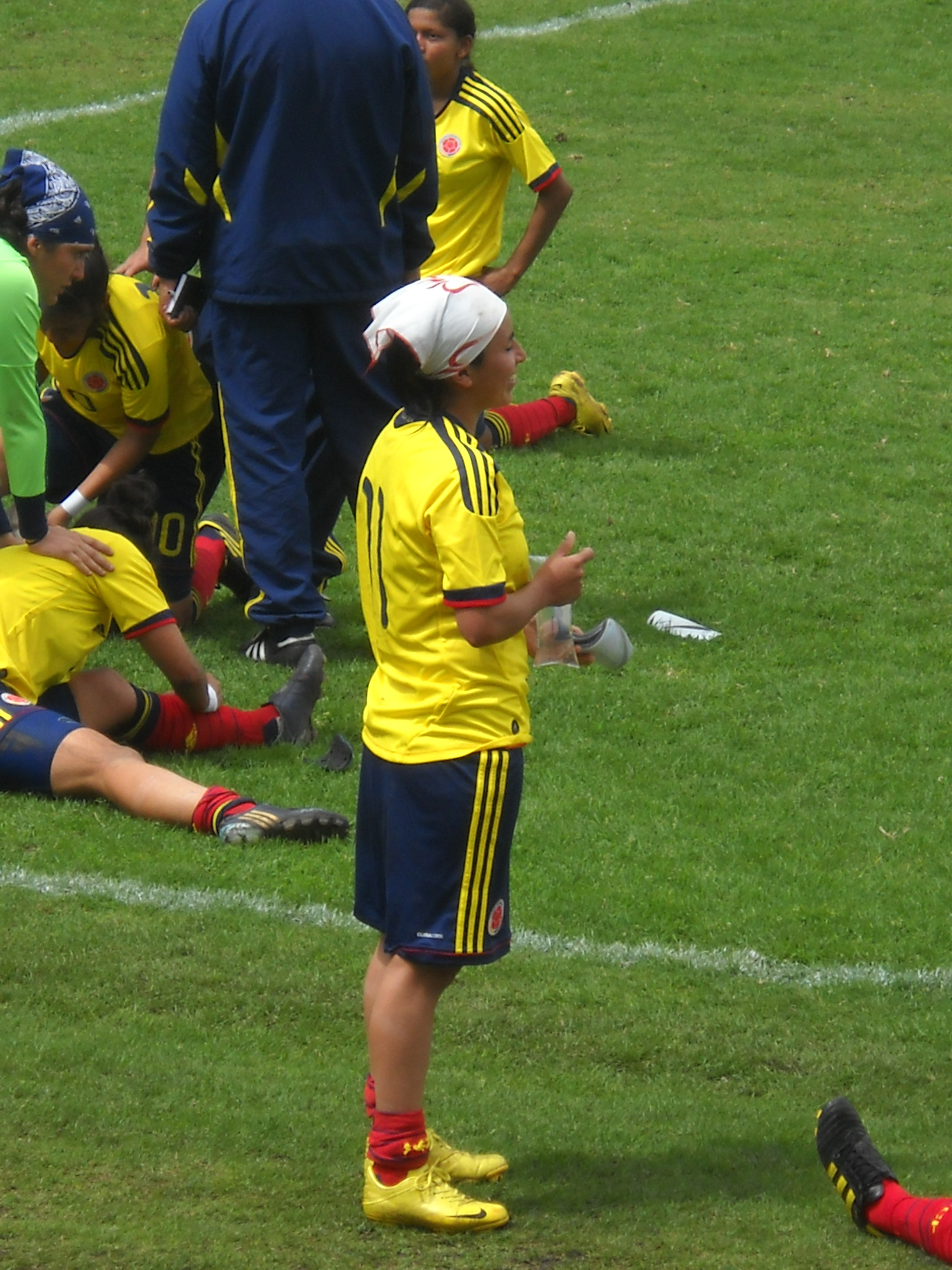
En la foto se ve a la bogotana sobre el final del primer tiempo en el primero de dos partidos amistosos de preparación ante la selección femenina de México el 22 de abril de 2011 en el Estadio de La Luna en el municipio de Chía - Cundinamarca.

En esta categoría fue una de las jugadoras más destacadas anotando un total de tres goles al igual que su compañera Yoreli Rincón en el Campeonato Sudamericano Femenino Sub-20 de 2010 realizado en su país, uno en el primer partido a la Selección femenina de fútbol de Ecuador, otro a la Selección femenina de fútbol de Argentina y el último ante la Selección femenina de fútbol de Paraguay en la semifinal.
Posteriormente su selección perdió la final ante la Selección femenina de fútbol de Brasil pero se clasificó a la Copa Mundial Femenina de Fútbol Sub-20 de 2010. Allí inició siempre como titular acumulando 302 minutos más de juego enfrentando a la Selección femenina de fútbol de Francia, todo el partido contra la Selección femenina de fútbol de Costa Rica, Selección femenina de fútbol de Suecia y la Selección femenina de fútbol de Nigeria. No disputó los encuentros ante la Selección femenina de fútbol de Alemania ni la Selección femenina de fútbol de Corea del Sur, en fase de grupos y el partido perdido por el tercer puesto respectivamente.

### Categoría Mayores
Nuevamente bajo la dirección de Pedro Rodríguez forma parte de la Selección femenina de fútbol de Colombia que ganó la medalla de oro en los Juegos Bolivarianos organizados en Sucre-Bolivia en 2009.
Sin participar del segundo puesto en el Campeonato Sudamericano Femenino de 2010 más conocido como Copa América Femenina, que obtuvo la Selección femenina de fútbol de Colombia a finales del 2010, vuelve al equipo mayor a inicios del 2011 en el cuarto micro ciclo de preparación programado por el nuevo entrenador bogotano Ricardo Rozo antes del mundial, afrontando dos partidos amistosos contra la Selección femenina de fútbol de México en el municipio de Chía al norte de la capital colombiana los días 22 y 24 de abril terminando ambos positivos para las Aztecas con marcadores de 2-3 y 2-4 respectivamente.
Jugó el primero de ellos como titular por el sector izquierdo hasta el minuto 69 y el segundo solo cinco minutos del final para finalmente ser convocada al Torneo femenino de fútbol en los Juegos Panamericanos de 2011 realizados en Guadalajara.

## Palmarés

### Títulos nacionales
| Título        | Club                   | País     | Año  |
| ------------- | ---------------------- | -------- | ---- |
| Liga Femenina | Independiente Santa Fe | Colombia | 2017 |

### Títulos internacionales
| Título              | Selección                 | País     | Año  |
| ------------------- | ------------------------- | -------- | ---- |
| Sudamericano Sub-17 | Selección Colombia Sub-17 | Colombia | 2008 |
| Juegos Bolivarianos | Selección de Bogotá       | Colombia | 2009 |